# Boali
Boali ist die Hauptstadt in der Präfektur Ombella-Mpoko im Südwesten der Zentralafrikanischen Republik. Die Bevölkerungszahl von Boali wird für das Jahr 2022 mit 18.090 Einwohnern angegeben. Boali ist außerdem der Hauptort der gleichnamigen Unterpräfektur.

## Lage und Verkehr
Die Route Nationale 1, die im Süden in der Hauptstadt Bangui beginnt und in Norden an der Grenze zum Tschad endet, führt durch Boali. Die Entfernung nach Bangui beträgt etwa 95 Straßenkilometer. Die Stadt liegt am Fluss M’Bali auf einer Höhe von etwa 640 m, ganz in der Nähe der nach der Stadt benannten Boalifälle und des Boali-Stausees. Außerdem liegen am M’Bali unweit der Stadt Wasserkraftanlagen, die die Stromversorgung von Bangui und weiteren Städten garantieren. Damit ist Boali ein strategisch wichtiger Ort.

## Geschichte
Nachdem Boali 1967 die Stadt Bimbo als Hauptstadt der Präfektur Ombella-Mpoko abgelöst hatte, verlor sie den Status 1982 wiederum an Bimbo. Mit der Eingliederung von Bimbo in die neugeschaffene Präfektur Bangui, erhielt Boali die Funktion als Hauptstadt der Präfektur zurück.

### Bürgerkrieg
Im März 2013 nahmen Séléka-Rebellen unter anderem Boali ein, verwüsteten die technischen Anlagen des Wasserkraftwerkes und schnitten Bangui damit von der Stromversorgung ab.
Am 2. Dezember 2013 griffen Anti-Balaka-Mitglieder ein Lager von muslimischen Fulbe an und töteten etwa ein Dutzend Menschen. Obwohl weitere Sicherheitskräfte zur Verstärkung nach Boali verlegt worden waren, um die Sicherheit der Bevölkerung wieder herzustellen, kam es tags darauf erneut zu Toten, als Mitglieder der (Ex-)Séléka aus Rache Christen und mutmaßliche Unterstützer der Anti-Balaka-Milizen angriffen.
In Boali waren französische Soldaten als Teil der Operation Sangaris, einer Militäroperation, die gegen Séléka und Anti-Balaka gerichtet war, stationiert. Am 17. Januar 2014 entwaffneten diese einige Séléka-Angehörige, während sich andere in den Busch absetzten. Als die Séléka abgezogen war, stürmte die Anti-Balaka die Stadt, verwüstete Moscheen und tötete vier Menschen.
Im März 2014 verschwanden 12 Anti-Balaka-Mitglieder, die von kongolesischen Friedenstruppen der MISCA festgenommen waren. Der Sachverhalt konnte nicht aufgeklärt werden.
Im Zuge der Präsidentschaftswahl in der Zentralafrikanischen Republik 2020/21 kam es landesweit zu Angriffen von Rebellengruppen auf Städte in der Zentralafrikanischen Republik, weil der ehemalige Präsident François Bozizé nicht erneut zur Wahl zugelassen worden war. Mitte Dezember 2020 kam es in Boali zu Kämpfen zwischen Rebellen der CPC und dem Militär der Zentralafrikanischen Republik mit seinen Alliierten. Dabei waren zeitweise die staatlichen Kräfte in der Stadt eingeschlossen. Auch wenn die Rebellen Mitte Januar 2021 wieder aus Boali vertrieben waren, lebte die Bevölkerung aus Angst vor weiteren Attacken weiterhin im Busch.